# Соколівка (річка)
Соколівка — річка в Україні, у Березнівському та Корецькому районах Рівненської області. Права притока Перевезні (басейн Прип'яті).

## Опис
Довжина річки приблизно 3,58 км, найкоротша відстань між витоком і гирлом — 3,44 км, коефіцієнт звивистості річки — 1,04. Річка формується декількома безіменними струмками і повністю каналізована.

## Розташування
Бере початок на північно-східній околиці Більчаки в заболоченій місцині. Тече переважно на південний схід і на північно-східній околиці села Устя впадає в річку Перевезню, праву притоку Случі.

## Цікавий факт
- У XIX столітті річка з колишньою назвою Велика Язвинка впадала в річку Перевезню у колишньому селі Шопи Устянські.[2]